# Басовський Антон Олександрович
Анто́н Олекса́ндрович Басо́вський — сержант служби цивільного захисту (посмертно) ДСНС.
2014 року вступив до лав рятувальників. Пожежний-рятувальник, 15-та Державна пожежно-рятувальна частина.
Загинув 9 червня 2015-го під час пожежі під Васильковом.

## Нагороди та вшанування
За особисту мужність і героїзм, виявлені у захисті державного суверенітету та територіальної цілісності України, вірність військовій присязі під час бойових дій та при виконанні службових обов'язків, відзначений — нагороджений
- 13 серпня 2015 року — орденом «За мужність» ІІІ ступеня.
- 9 червня 2016-го в пожежно-рятувальній частині встанолено меморіальну дошку честі Антона Басовського